# Veronika Domjan
Veronika Domjan (née le 3 septembre 1996) est une athlète slovène, spécialiste du lancer du disque.

## Biographie
Le 17 juillet 2015, elle remporte la médaille d'argent aux championnats d'Europe juniors grâce à un lancer à 56,63 m, terminant derrière l'Allemande Claudine Vita. Elle établit à cette occasion un nouveau record de Slovénie, qu'elle avait déjà porté à 56,31 m en février lors des lancers hivernaux. Elle est ensuite championne de Slovénie en réussissant 53,41 m à Nova Gorica puis termine deuxième aux championnats des Balkans.
En 2016 elle conserve son titre de championne de Slovénie avec 59,36 m à Celje. Alignée aux Championnats d'Europe d'Amsterdam, elle bat avec 60,11 m son record, pour se qualifier en finale où elle finit dixième.

## Palmarès
| Date | Compétition                          | Lieu       | Résultat | Marque  |
| ---- | ------------------------------------ | ---------- | -------- | ------- |
| 2015 | Championnats des Balkans             | Pitești    | 2e       | 53,74 m |
| 2015 | Championnats d'Europe juniors        | Eskilstuna | 2e       | 56,63 m |
| 2016 | Coupe d'Europe hivernale des lancers | Arad       | 1re      | 54,04 m |
| 2016 | Championnats d'Europe                | Amsterdam  | 10e      | 58,12 m |
| 2017 | Championnats d'Europe espoirs        | Bydgoszcz  | 3e       | 58,48 m |
| 2018 | Coupe d'Europe hivernale des lancers | Leiria     | 2e       | 54,48 m |
| 2019 | Championnats des Balkans             | Pravetz    | 3e       | 51,10 m |
| 2021 | Coupe d'Europe des lancers           | Split      | 18e      | 54,18 m |

## Records
| Épreuve          | Performance  | Lieu      | Date           |
| ---------------- | ------------ | --------- | -------------- |
| Lancer du disque | 60,11 m (NR) | Amsterdam | 6 juillet 2016 |